# Japon aux Jeux olympiques d'hiver de 1928
 (mars 2015).
Si vous disposez d'ouvrages ou d'articles de référence ou si vous connaissez des sites web de qualité traitant du thème abordé ici, merci de compléter l'article en donnant les références utiles à sa vérifiabilité et en les liant à la section « Notes et références ».
Cet article contient des informations sur la participation et les résultats du Japon aux Jeux olympiques d'hiver de 1928 à Saint-Moritz en Suisse. C'était la première participation du Japon aux Jeux olympiques d'hiver, et la première d'un pays asiatique. Le Japon était représentée par 6 athlètes[réf. nécessaire]. La délégation japonaise n'a pas remporté de médailles.